# ایخ (پوتسدام)
ایخ (به آلمانی: Eiche) یک منطقهٔ مسکونی در آلمان است که در پوتسدام واقع شده‌است. ایخ ۴٬۴۸۰ نفر جمعیت دارد.